# Splash (film)
Splash is een Amerikaanse fantasy- en komediefilm uit 1984 in een regie van Ron Howard. Het verhaal werd geschreven door Lowell Ganz en Babaloo Mandel. De muziek werd gecomponeerd door Lee Holdridge. Het was de eerste film van Touchstone Films, ondertussen hernoemd naar Touchstone Pictures.

## Verhaal
De film begint wanneer Allen Bauer acht jaar oud is. Hij is met zijn familie op reis rond de streek van Cape Cod. Tijdens een boottocht valt hij overboord en belandt hij in de oceaan. Daar vindt hij tot zijn verbazing en op onverklaarbare wijze een meisje. Ze nemen elkaar bij de hand en het lijkt alsof er plots een sterke vriendschapsband tussen hen ontstaat. Vervolgens wordt Allen door matrozen uit het water gehaald. Terwijl de boot verder vaart, ziet Allen in de verte het meisje in zee. Ze maakt een kleine sprong uit het water en zwemt weg. Allen vermoedt dat hij een bijna-doodervaring had en bijna was verdronken, want hij kan niet zwemmen.
Jaren later woont Allen in New York. Daar heeft hij samen met zijn broer Freddie een groothandel in groenten en fruit. Op zekere dag besluit Allen om naar Cape Cod te gaan. Daar ontmoet hij de excentrieke wetenschapper dokter Walter Kornbluth. Door toeval belandt Allen opnieuw in zee. Hij komt terug bij op een strand waar een naakte vrouw rondloopt. Allen voelt zich aangetrokken tot haar en ze kussen elkaar. Vervolgens loopt de vrouw de zee in en verandert ze in een zeemeermin. Kornbluth, die in zee aan het duiken is op zoek naar vreemde zeewezens, ziet de zeemeermin, maar is te laat om een foto van haar te nemen.
De zeemeermin vindt in het water de portemonnee van Allen en beslist om hem op te zoeken in New York. Ze zwemt tot aan Liberty Island en verlaat naakt het water. Vervolgens wordt ze opgepakt voor een zedendelict. Dankzij de portemonnee van Allen wordt ze op borgtocht vrijgelaten en trekt ze in bij Allen. De zeemeermin is zeer intelligent want in een mum van tijd heeft ze Engels geleerd dankzij de televisie. Ze noemt zichzelf Madison, wat ze heeft onttrokken aan Madison Avenue, een straat in New York. Madison is zeer vaag over wie ze is en vanwaar ze komt. Ze ontwijkt vragen die Allen haar hierover stelt. Madison zegt Allen dat ze "zes zonnige dagen aanwezig kan zijn tijdens een periode van volle maan" en "dat ze nooit meer kan terugkeren naar huis wanneer ze langer blijft". Ondanks het vreemde en bizarre gedrag van Madison wordt Allen verliefd op haar.
Ondertussen is Kornbluth erachter gekomen dat de naakte vrouw op Liberty Island verdacht veel lijkt op het wezen dat hij in zee had gezien. Hij maakt ook de connectie dat de vissenstaart wordt gevormd wanneer de benen van Madison nat worden. Daarom tracht Kornbluth op verschillende manieren water over het lichaam van Madison te gooien. Wanneer hij hier uiteindelijk in slaagt, wordt Madison opgepakt door wetenschappers van de staat. Dit team wordt geleid door de ongenadige dokter Ross. Kornbluth krijgt spijt van zijn daden: hij wilde enkel de wereld foto's tonen van nog niet ontdekte wezens die in zee leven. Het was nooit zijn bedoeling om Madison te gebruiken voor studies, testen en dissecties.
Kornbluth neemt Freddie en Allen mee naar het lab en stelt hen voor als wetenschappers. Vervolgens smokkelen ze Madison naar buiten en brengen haar naar de oceaan. Madison vertelt Allen dat zij de zeemeermin was die hij op achtjarige leeftijd had ontmoet. Volgens haar kan Allen onder water leven zolang hij bij haar is. Als hij echter deze beslissing neemt, zal hij nooit kunnen terugkeren naar het land. Madison springt in zee, maar Allen besluit in eerste instantie om niet mee te gaan. Wanneer het leger even later aan de kade arriveert, springt hij alsnog in het water en gaat hij met Madison mee.

## Rolbezetting
| Acteur               | Personage             |
| -------------------- | --------------------- |
| Tom Hanks            | Allen Bauer           |
| Daryl Hannah         | Madison               |
| John Candy           | Freddie Bauer         |
| Eugene Levy          | Dr. Walter Kornbluth  |
| Dody Goodman         | Mrs. Stimler          |
| Richard B. Shull     | Dr. Ross              |
| Shecky Greene        | Mr. Buyrite           |
| Bobby Di Cicco       | Jerry                 |
| Howard Morris        | Dr. Zidell            |
| Patrick Cronin       | Michaelson            |
| Jeff Doucette        | Junior                |
| Royce D. Applegate   | Buckwalter            |
| Tony Longo           | Augie                 |
| Nora Denney          | Mrs. Stein            |
| Joe Grifasi          | Manny                 |
| Rance Howard         | McCullough            |
| Lowell Ganz          | Stan                  |
| Babaloo Mandel       | Rudy                  |
| Lee Delano           | Sergeant Leleandowski |
| Migdia Chinea Varela | Wanda                 |
| Eileen Saki          | Dr. Fujimoto          |
| Jodi Long            | reporter              |

## Trivia
- Brian Grazer was met zijn idee naar verschillende filmstudio's getrokken, maar werd telkens afgewezen. Uiteindelijk had The Walt Disney Company wel interesse, maar zij twijfelden omdat Warner Brothers ook van plan was om een film over zeemeerminnen te maken. Ron Howard kon The Walt Disney Company overtuigen met de belofte dat Splash veel sneller en met een veel lager budget gemaakt kon worden. Uiteindelijk werd de film van Warner Brothers nooit gemaakt.[1]
- Veel bekende acteurs uit Hollywood werden gecast voor de mannelijke hoofdrol, onder wie Jeff Bridges, Michael Douglas, Harrison Ford, Richard Gere, Bill Murray, Christopher Reeve, Mickey Rourke en John Travolta. Uiteindelijk ging de rol naar de toen nog onbekende Tom Hanks.
- Na de opnames was men van mening dat een aantal lichte naaktscènes en sommige woorden en dialogen ongepast waren voor een Walt Disney-film. Men loste dit op door Touchstone Films op te richten, een sub-label voor een ietwat ouder publiek dan waar Walt Disney zich tot dan toe op richtte. Later werd Touchstone Films omgedoopt tot Touchstone Pictures.
- Het strand waar Tom Hanks te zien is met de naakte Daryl Hannah bevindt zich op de Bahama's. Later werd dit een privé-eiland van The Walt Disney Company voor Disney Cruise Line.
- Het zeemeerminpak dat Daryl Hannah droeg, was volledig functioneel. Ze kon hiermee echt in het water zwemmen. Ze ging zelfs zo snel dat het reddingsteam moeite had om haar bij te houden.
- Daryl Hannah werd onder andere gekozen omdat ze kon zwemmen met vastgebonden benen. Al van toen ze klein was, ging ze zo zwemmen. Haar reden was haar fascinatie voor het sprookje De kleine zeemeermin van Hans Christian Andersen.
- In de film wordt geen reden gegeven waarom Madison maar een beperkte tijd in New York kan verblijven omdat ze anders nooit kan terugkeren. Op de dvd-release naar aanleiding van "25 jaar Splash" is er melding van een geschrapte scène waarin Madison een afspraak heeft gemaakt met een of andere zeeheks.